# Кадирођо (Ређо Емилија)
Кадирођо је насеље у Италији у округу Ређо Емилија, региону Емилија-Ромања.
Према процени из 2011. у насељу је живело 798 становника. Насеље се налази на надморској висини од 214 м.